# Сен-Жуст (Канталь)
Сен-Жуст (фр. Saint-Just) — колишній муніципалітет у Франції, у регіоні Овернь-Рона-Альпи, департамент Канталь. Населення — 211 осіб (2011).
Муніципалітет був розташований на відстані близько 450 км на південь від Парижа, 100 км на південь від Клермон-Феррана, 65 км на схід від Оріяка.

## Історія
До 2015 року муніципалітет перебував у складі регіону Овернь. Від 1 січня 2016 року належав до нового об'єднаного регіону Овернь-Рона-Альпи.
1 січня 2016 року Сен-Жуст, Фавроль, Лубаресс i Сен-Марк було об'єднано в новий муніципалітет Валь-д'Аркомі.

## Демографія
Динаміка населення (INSEE ):
Розподіл населення за віком та статтю (2006):
| Стать | Всього | До 15 років | 15-24 | 25-44 | 45-64 | 65-85 | Понад 85 |
| --- | ------ | ----------- | ----- | ----- | ----- | ----- | -------- |
| Чоловіки | 104    | 12          | 12    | 20    | 32    | 28    | 0        |
| Жінки | 92     | 4           | 4     | 20    | 20    | 44    | 0        |
| \| Статево-вікова піраміда \| Статево-вікова піраміда \| Статево-вікова піраміда \| \| ----------------------- \| ----------------------- \| ----------------------- \| \| Чоловіки \| Вік \| Жінки \| \| 0 \| 85 + \| 0 \| \| 0 \| 80-84 \| 8 \| \| 12 \| 75-79 \| 8 \| \| 8 \| 70-74 \| 12 \| \| 8 \| 65-69 \| 16 \| \| 12 \| 60-64 \| 4 \| \| 8 \| 55-59 \| 4 \| \| 4 \| 50-54 \| 4 \| \| 8 \| 45-49 \| 8 \| \| 4 \| 40-44 \| 4 \| \| 12 \| 35-39 \| 0 \| \| 4 \| 30-34 \| 8 \| \| 0 \| 25-29 \| 8 \| \| 4 \| 20-24 \| 4 \| \| 8 \| 15-20 \| 0 \| \| 4 \| 10-14 \| 0 \| \| 8 \| 5-9 \| 0 \| \| 0 \| 0-4 \| 4 \| |        |             |       |       |       |       |          |
| Статево-вікова піраміда |        |             |       |       |       |       |          |
| Чоловіки | Вік    | Жінки       |       |       |       |       |          |
| 0 | 85 +   | 0           |       |       |       |       |          |
| 0 | 80-84  | 8           |       |       |       |       |          |
| 12 | 75-79  | 8           |       |       |       |       |          |
| 8 | 70-74  | 12          |       |       |       |       |          |
| 8 | 65-69  | 16          |       |       |       |       |          |
| 12 | 60-64  | 4           |       |       |       |       |          |
| 8 | 55-59  | 4           |       |       |       |       |          |
| 4 | 50-54  | 4           |       |       |       |       |          |
| 8 | 45-49  | 8           |       |       |       |       |          |
| 4 | 40-44  | 4           |       |       |       |       |          |
| 12 | 35-39  | 0           |       |       |       |       |          |
| 4 | 30-34  | 8           |       |       |       |       |          |
| 0 | 25-29  | 8           |       |       |       |       |          |
| 4 | 20-24  | 4           |       |       |       |       |          |
| 8 | 15-20  | 0           |       |       |       |       |          |
| 4 | 10-14  | 0           |       |       |       |       |          |
| 8 | 5-9    | 0           |       |       |       |       |          |
| 0 | 0-4    | 4           |       |       |       |       |          |

## Економіка
2010 року серед 129 осіб працездатного віку (15—64 років) 92 були активними, 37 — неактивними (показник активності 71,3%, у 1999 році було 72,8%). З 92 активних мешканців працювало 85 осіб (50 чоловіків та 35 жінок), безробітними було 7 (4 чоловіки та 3 жінки). Серед 37 неактивних 6 осіб було учнями чи студентами, 24 — пенсіонерами, 7 були неактивними з інших причин.

У 2010 році в муніципалітеті числилось 84 оподатковані домогосподарства, у яких проживали 206,5 особи, медіана доходів виносила 15 541 євро на одного особоспоживача